# Muzeum Ottona Lilienthala
Muzeum Ottona Lilienthala (niem. Otto-Lilienthal-Museum) – muzeum Ottona Lilienthala, pioniera lotnictwa, zlokalizowane w miejscowości Anklam w kraju związkowym Meklemburgia-Pomorze Przednie w Niemczech.

## Opis
W muzeum znajdują się repliki wszystkich znanych urządzeń latających wykonanych przez Otto Lilienthala wraz z historią ich eksperymentalnych lotów. Muzeum posiada najbardziej znaczącą kolekcję oryginalnych dokumentów dotyczących życia i twórczości Otto Lilienthala, obok Muzeum Niemieckiego (niem. Deutsches Museum) w Monachium. Część muzeum poświęcona jest wspólnemu działaniu braci Ottona i Gustava Lilienthala jako pionierów projektów technicznych, społecznych i kulturalnych. Bracia byli płodnymi wynalazcami silników parowych, zabawek, a także inicjatorami licznych projektów budowlanych, społecznych i kulturalnych.

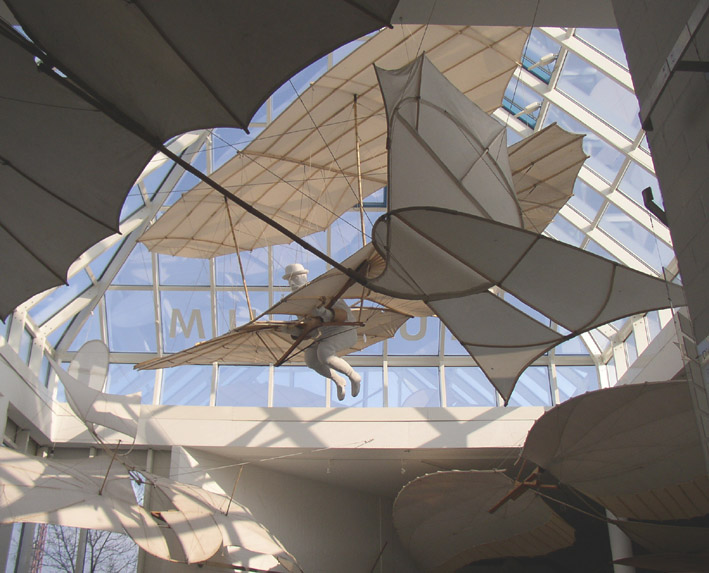
Fragment ekspozycji

## Historia
Od 1927 roku w miejscowości Anklam, miejscu urodzenia Ottona Lilienthala, w miejscowym muzeum historii istniała wydzielona część z eksponatami na temat jego życia i pracy. W 1972 roku muzeum przeniesiono do budynku w którym mieści się obecnie. W 1980 roku w związku z oficjalną wizytą załogi lotu kosmicznego Sojuz 31 podjęto decyzję o utworzeniu niezależnego muzeum Ottona Lilienthala. W 1989 roku regionalne muzeum historyczne przeniosło się do tzw. kamiennej bramy w Anklam (niem. Anklamer Steintor), a w 1991 w budynku po przeniesionym muzeum otwarto muzeum Ottona Lilienthala. Okazją była rocznica 100-lecia pierwszego lotu eksperymentalnym szybowcem, którym wzniósł się Otto Lilienthal.